# Mary Welsh Hemingway
Pour les articles homonymes, voir Hemingway (homonymie).
Mary Welsh Hemingway (5 avril 1908 - 26 novembre 1986) est une journaliste américaine et la quatrième et dernière femme d'Ernest Hemingway.

## Biographie
Fille d'un bûcheron, Mary Welsh est née dans le Minnesota. À l’âge de trente-deux ans, elle épouse Lawrence Miller Cook, un étudiant en théâtre de l'Ohio. Leur vie commune est de courte durée. Après leur séparation, Mary déménage à Chicago et décroche un emploi au Chicago Daily News, où elle rencontre Will Lang Jr. Ils deviennent  rapidement amis et travaillent ensemble sur plusieurs missions. Une possibilité de carrière se présente à Mary au cours d'un voyage à Londres. Elle obtient alors un nouveau poste au London Daily Express. Rapidement, elle est affectée à Paris pour travailler sur ce qui allait devenir la Seconde Guerre mondiale.
Après la défaite française, Mary retourne à Londres afin de couvrir les évènements de la guerre. Elle fait notamment des rapports sur les conférences de presse de Winston Churchill. Pendant ces années de guerre, elle épouse un journaliste australien, Noel Monks. En 1944, elle rencontre Ernest Hemingway à Londres, et ils deviennent intimes. En 1945, elle divorce puis, en mars 1946, épouse Ernest Hemingway à Cuba. En août 1946, elle est opérée d'une grossesse extra-utérine.
Mary vit avec Hemingway à Cuba, Key West, en Floride, et Ketchum, dans l’Idaho. 
En 1976, elle écrit  son autobiographie, How It Was. D’autres informations biographiques peuvent être trouvées dans les nombreuses biographies d’Ernest Hemingway  ainsi que dans The Hemingway Women.